# Wielsbeke
Wielsbeke je obec v provincii Západní Flandry v Belgii.

## Geografie
Wielsbeke se nachází na řece Leie v arrondissementu Tielt.
Obec leží 12 km severovýchodně od Kortrijku, 17 km východně od Roeselare a 28 km jihozápadně od Gentu, 34 km jižně od Brugg a asi 70 km západně od Bruselu.

## Obyvatelstvo
K 1. lednu 2017 v obci žilo 9 573 obyvatel na ploše 21,76 km².

## Části obce
Obec Wielsbeke sestává z těchto částí:
- Wielsbeke
- Ooigem
- Sint-Baafs-Vijve

## Doprava
Nejbližší výjezdy z dálnice se nachází na východě u Waregemu z dálnice A14 a také na západě u Roeselare z dálnice A17.
Ve Waregemu, Izegemu a Kortrijku se nacházejí nejbližší regionální nádraží a v Gentu také staví mezinárodní rychlíky.
U Lille se nachází regionální letiště a u Bruselu se nachází mezinárodní letiště.

## Osobnosti
- Jan Cal (* 1956), zakladatel společnosti Option N.V.
- Niko Eeckhout (* 1970), silniční cyklista, Mistr Belgie roku 2006
- Noël Demeulenaere, odborník na cyklistiku, bývalý starosta obce
- Wim Vromant, spisovatel dětských knih